# Eoin Colfer
Niall „Eoin” Colfer (Írország, Wexford, 1965. május 14. –) ír író, az Artemis Fowl-sorozat szerzője.

## Biográfia
Niall Colfer 1965. május 24-én, az ír Wexford városában látta meg a napvilágot. Apja történelemkönyv-író volt, míg anyja színdarabokat írt. Első írását már fiatalon, hatodik osztályos korában írta a vikingekről, ám első komolyabb művei csak az 1990-es évek vége felé jelentek meg (Benny and Omar, Benny and Babe, The Wish List).
Az igazi áttörést a 2001-ben kiadott, Artemis Fowl: Tündérekkel életre-halálra című fantasy-sorozat első része hozta meg neki, mellyel a The New York Times bestsellerjei közé emelkedett. A sorozatnak azóta 6 része jelent meg. Colfer nem tartja helyesnek, hogy művét a Harry Potter "tündérmeséjével" hasonlítgatják össze.
Legújabb könyve, az Airman 2007. december 19-én jelent meg első alkalommal az Amerikai Egyesült Államokban.
Jelenleg Írországban él feleségével és két gyermekével. Nagyon szereti a családját, a heavy metal zenét, az Apple számítógépeket, valamint természetesen az írást. Ellenben ki nem állhatja "büdös" zöldségeket, a sorokat és a vasalást.

## Művei

### Benny-könyvek
- Benny and Omar (1998)
- Benny and Babe (1999)

### Ed-könyvek
- Ed's Funny Feet (2000)
- Ed's Bed (2001)

### Artemis Fowl-sorozat
- Artemis Fowl: Tündérekkel életre-halálra (2001)
- Artemis Fowl: A sarkvidéki incidens (2002)
- Artemis Fowl: The Eternity Code (2003)
- Artemis Fowl: The Opal Deception (2005)
- Artemis Fowl: The Lost Colony (2006)
- Artemis Fowl: The Time Paradox (2008)

### Kiegészítő könyvek
- Artemis Fowl: The Seventh Dwarf (2004)
- The Artemis Fowl Files (2004)
- Artemis Fowl: The Graphic Novel (képregény, 2007)

### Legend of…-könyvek
- Eoin Colfer's Legend of Spud Murphy (2004)
- Eoin Colfer's Legend of Captain Crow's Teeth (2006)
- Eoin Colfer's Legend of the Worst Boy in the World (2007)

### Egyéb művei
- Going Potty (1999)
- The Wish List (2000)
- The Supernaturalist (2004)
- Half Moon Investigations (2006)
- Airman (2008)
- Ja, és még valami... (2009)
- A Big Hand for the Doctor (2013) A Ki vagy, Doki? sorozat indulásának az 50. évfordulójára szervezett novella sorozat első része (az első Doktorral).

## Magyarul
- Artemis Fowl; ford. Sepsei Gergely; Passage, Bp., 2001
- Artemis Fowl. Sarkvidéki incidens; ford. Sepsei Gergely; Passage, Bp., 2003
- Artemis Fowl és az örökkód; ford. Sepsei Gergely; Palatinus, Bp., 2008
- Ja, és még valami... Douglas Adams Galaxis útikalauz stopposoknak trilógiájának hatodik része; ford. Pék Zoltán; Gabo, Bp., 2010
- Artemis Fowl. Tündérekkel életre-halálra; ford. Sepsei Gergely; Gabo, Bp., 2011
- Artemis Fowl és Opália végzete; ford. Falvay Dóra; Gabo, Bp., 2012
- Meglőve; ford. Bori Erzsébet; Gabo, Bp., 2013
- Eoin Colfer–Andrew Donkin: Illegál. Egy kisfiú kockázatos utazása a reménytől a túlélésig; ford. Leányvári Enikő; Teknős Könyvek, Bp., 2018
- Artemis Fowl és az elveszett kolónia; ford. Heinisch Mónika; Gabo, Bp., 2018